# Алегр, Клод
Клод Алегр (фр. Claude Jean Allègre; 31 марта 1937, Париж — 4 января 2025, Париж) — французский геофизик и политик, признанный специалист в области изотопной геохимии. С 1997 по 2000 год министр образования Франции.
Доктор физических наук, член Французской академии наук (1995), иностранный член Национальной академии наук США (1985), Американского философского общества (1992), Лондонского королевского общества (2002). С 2009 года эмерит Парижского института физики Земли.

## Биография
С 1970 года преподаватель геохимии Университета Пьера и Марии Кюри. В 1975—1976 годах преподавал физику в Массачусетском технологическом институте. С 1988 по 1992 год советник министра образования Лионеля Жоспена. С 1992 по 1997 год занимал руководящие должности в лаборатории геохимии в Институте физики Земли в Париже. В 1997 году назначен на должность министра образования во время президентства Жака Ширака. В 2000 году его преемником стал Жак Ланг. Основатель Европейского союза наук о Земле, являлся его президентом. Иностранный член Индийской национальной академии наук (2007). Иностранный почётный член Американской академии искусств и наук (1987). Лауреат премий В. М. Гольдшмидта и Крафорда (обеих — в 1986). Отмечен медалью Волластона Геологического общества Лондона (1987), медалью Артура Л. Дэя (1988), Золотой медалью Национального центра научных исследований (1994), а также William Bowie Medal (1995).
Поставил свою подпись под «Предупреждением учёных человечеству» (1992). Клод Алегр являлся одним из самых известных скептиков по вопросам касающихся глобального потепления. Он сравнивал сторонников этой концепции с религиозными фанатиками и утверждал, что такого явления как «глобальное потепление» на планете Земля не существует. Также Алегр выступал с резкой критикой американского политика Альберта Гора, который борется с глобальным потеплением. Он заявлял, что за А. Гором стоят финансовые интересы определённых корпораций.
Критически относился к французской системе образования.
Автор трёх книг.

### Смерть
В 2013 году Алегр перенёс сердечный приступ. Умер 4 января 2025 года в Париже в возрасте 87 лет.

## Работы
- «10 + 1 à Claude Allègre sur l'école» (2007)
- «Ma vérité sur la planète» (2007)
- «La défaite en chantant» (2007)
- «L’imposture climatique» (2010)
- «Faut-il avoir peur du nucléaire?» (2011)